# Beudantiet
Het mineraal beudantiet is een lood-ijzer-arsenaat-sulfaat met de chemische formule PbFe3+3(AsO4)(SO4)(OH)6. Het vormt korsten van kleine kristallen, romboëdrisch of pseudokubisch, glasachtig, zwart, bruin, (donker)groen, geel of blauw van kleur. De streepkleur is groengeel en de hardheid 4 op de schaal van Mohs. De gemiddelde dichtheid is 4,19 en het kristalstelsel trigonaal of hexagonaal.

## Naam
Het mineraal beudantiet is genoemd naar de Franse mineraloog F. S. Beudant (1787 - 1850).

## Voorkomen
Het mineraal komt voor in oxidatiezones van loodafzettingen zoals bij Lavrion (Griekenland). Het wordt ook gevonden in Tsumeb in Namibië.